# Pierre Andrieu
Pierre Andrieu (1821 – 1892) è stato un pittore francese.

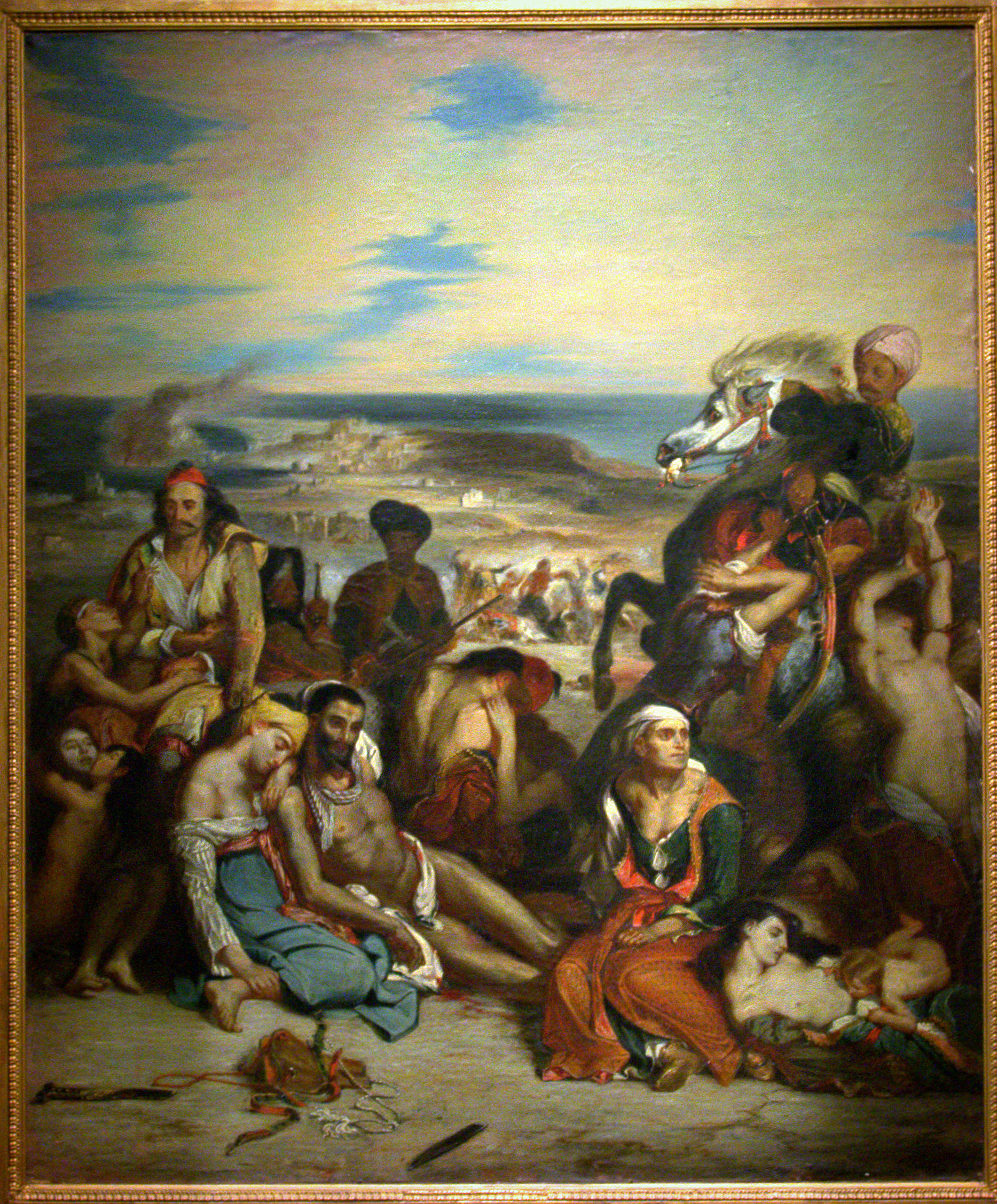
Il massacro di Chio (da Delacroix), Museo ellenico della guerra, Atene

Allievo e poi assistente di Delacroix, si specializzò, nelle opere create indipendentemente dal maestro, nei soggetti di animali e nelle nature morte.

## Opere
- Natura morta con frutta e fiori